# Scott Molina
Scott Molina (* 29. Februar 1960 in Pittsburg, Kalifornien) ist ein ehemaliger US-amerikanischer Triathlet, sechsfacher nationaler Triathlon-Meister, Sieger des Ironman Hawaii (1988) und ITU-Weltmeister auf der Duathlon-Langdistanz (1991).

## Werdegang
Scott Molina wuchs in Pittsburg als mittleres von sechs Geschwistern (vier Brüder und zwei Schwestern) auf und verbrachte in seiner Jugend zehn Jahre mit wettkampforientiertem Schwimmen sowie später Cross-Läufen. Von 1982 bis 1995 war Molina als Triathlon-Profi aktiv und konnte dreimal die Medaillenränge beim Triathlon Longue Distance de Nice, damals neben dem Ironman Hawaii der Triathlon mit der weltweit größten Medienaufmerksamkeit, erreichen sowie 1988 die Ironman World Championship in Kailua-Kona auf Hawaii für sich entscheiden.
Zusammen mit Mark Allen (USA; gewann Hawaii 6-mal: 1989, 1990, 1991, 1992, 1993, 1995), Dave Scott (USA; gewann ebenfalls sechsmal Hawaii: 1980, 1982, 1983, 1984, 1986, 1987) und Scott Tinley (USA) gehörte „The Terminator“ Scott Molina zu den „Big Four“, die damals quasi jeden Triathlon unter sich ausmachten.
1983 gehörte Molina gemeinsam mit Scott Tinley und dessen Bruder Jeff, Mark Allen, John Howard, Kathleen McCartney und Julie Leach dem Team JDavid/Hoover Racing als erstem Profi-Team im Triathlon an, das u. a. für eine Reduzierung der Länge der Laufstrecke beim Triathlon de Nice sorgte.

### Dopingsperre 1988
1988 wurde Scott Molina nach dem Triathlon Longue Distance de Nice positiv auf Nandrolon getestet – die spätere Gegenanalyse war auch positiv. Molina verlor daraufhin Nike als seine Hauptsponsor und zog zum Beweis seiner Unschuld vor Gericht, wobei ihn dieser Rechtsstreit rund 60.000 US-Dollar kostete. Der französische Verband F.F.TRI (Fédération Française de Triathlon) sperrte Molina für ein Jahr, der amerikanische Verband USAT sah allerdings aufgrund der Abläufe der Tests von einer Sperre ab, so dass Molina vier Wochen später beim Ironman Hawaii antreten und diesen Wettkampf gewinnen konnte.
Scott Molina erzielte im Laufe seiner Karriere 104 Siege bei Triathlon-Wettkämpfen, wobei er ausschließlich bei Triathlons, bei denen Preisgeld an die Sieger vergeben wurde, antrat. Einzige Ausnahme war – wegen dessen Aufmerksamkeit in den Medien u. a. durch TV-Berichte bei ABC – der Ironman Hawaii, bei dem erst ab 1986 Preisgeld gezahlt wurde. Fünfzig Siege gelangen ihm bei U.S. Triathlon Series Wettkämpfen, insgesamt wurde er im Laufe seiner Karriere über 200 Mal auf das Siegespodest gerufen. Zwischen 1983 und 1994 wurde er sechsmal US-amerikanischer Triathlon-Meister auf der olympischen Distanz, davon viermal in Folge von 1983 bis 1986.
Scott Molina hat seine Profi-Karriere beendet und war dann als Trainer aktiv. So trainierte er beispielsweise die kanadische Triathletin Tara Norton (* 1971) sowie den Australier Chris McDonald (* 1978).

### Persönliches
Molina lebt seit 1994 mit seiner Frau Erin Baker (* 1961; früher auch Profi-Triathletin und u. a. sowohl zweifache Siegerin des Ironman Hawaii wie auch des Triathlon Longue Distance de Nice) in Christchurch in Neuseeland. Die beiden Triathleten, die sich im Juli 1988 beim mit 81.600 US$ dotierten Heritage International Triathlon in Provo näher gekommen waren, heirateten 1990, 1993 wurde ihr erster gemeinsamer Sohn  geboren und 1996 eine Tochter. Aus einer früheren Beziehung hat Scott Molina noch eine weitere, 1981 geborene Tochter.

## Auszeichnungen
- Im Oktober 2018 wurde bekannt gegeben, dass Scott Molina mit der Aufnahme in die „Ironman Hall of Fame“ ausgezeichnet werden soll.[8]

## Sportliche Erfolge
| Datum/Jahr    | Platz | Wettbewerb                                           | Austragungsort   | Zeit     | Bemerkung                                                                                     |
| ------------- | ----- | ---------------------------------------------------- | ---------------- | -------- | --------------------------------------------------------------------------------------------- |
| 3. Dez. 2006  | 17    | Laguna Phuket Triathlon                              | Phuket           | 02:56:55 |                                                                                               |
| 2001          | 3     | 5430 Long Course Triathlon                           | Boulder          | 03:32:09 |                                                                                               |
| 1994          | 1     | USA Triathlon Elite National Championships           | Cleveland        | 01:49:26 |                                                                                               |
| 15. Aug. 1992 | 3     | ITU Triathlon World Cup                              | Embrun           | 02:22:15 | Dritter auf der Kurzdistanz beim Embrunman                                                    |
| 1991          | 10    | USA Triathlon Elite National Championships           | Cleveland        | 01:46:47 |                                                                                               |
| 24. Juni 1990 | 3     | Mountain Dew Sport San Diego International Triathlon | San Diego        | 01:28:04 | hinter Greg Welch und Miles Stewart                                                           |
| 1990          | 1     | USA Triathlon Elite National Championships           | Cleveland        | 01:38:01 |                                                                                               |
| 10. Sep. 1989 | 1     | San Diego Bud Light Triathlon                        | San Diego        | 01:49:02 |                                                                                               |
| 4. Juni 1989  | 2     | USA Triathlon Elite National Championships           | Chicago          | 01:48:04 |                                                                                               |
| Juli 1988     | 2     | Heritage International Triathlon                     | Provo            | 02:14:12 | hinter Mike Pigg, 1,2 Meilen Schwimmen, 29,5 Meilen Radfahren und 7,2 Meilen Laufen           |
| 1988          | 1     | Orange County Performing Arts Center Triathlon       | Mission Viejo    |          | vor Scott Tinley                                                                              |
| 19. Juni 1988 | 2     | San Diego International Triathlon                    | San Diego        | 01:25:15 | hinter Scott Tinley, vor John Devere und Lance Armstrong                                      |
| 28. Mai 1988  | 3     | Jeep TriPrix                                         | Oceanside        | 01:50:35 | hinter Mike Pigg und Mark Allen                                                               |
| 28. Sep. 1986 | 1     | USA Triathlon Elite National Championships           | Hilton Head      | 01:49:23 |                                                                                               |
| 31. Aug. 1986 | 1     | Greater Wilkes-Barre Triathlon                       | Wilkes-Barre     | 01:54:15 | vor Ken Glah                                                                                  |
| 3. Aug. 1986  | 1     | Chicago Triathlon                                    | Chicago          | 01:47:03 | hinter Mark Allen, der aber wegen Drafting disqualifiziert wurde, vor Scott Tinley            |
| 13. Juli 1986 | 1     | Portland Triathlon                                   | Forest Grove     | 01:56:05 | Bud Light U.S. Triathlon Series                                                               |
| 15. Juni 1986 | 1     | Bud Light U.S. Triathlon Series                      | Dana Point       | 01:49:17 |                                                                                               |
| 29. Sep. 1985 | 1     | USA Triathlon Elite National Championships           | Hilton Head      | 01:57:16 |                                                                                               |
| 1985          | 1     | Chicago Triathlon                                    | Chicago          |          |                                                                                               |
| 15. Sep. 1985 | 1     | Bud Light Triathlon                                  | San Diego        | 01:53:32 | vor Scott Tinley                                                                              |
| 4. Aug. 1985  | 1     | Bud Light U.S. Triathlon Series                      | Dana Point       | 01:53:48 | vor Scott Tinley                                                                              |
| 1985          | 1     | Oxford Triathlon                                     | Cambridge        |          |                                                                                               |
| 26. Aug. 1984 | 2     | N.Y. Triathlon                                       | New York         | 02:05:10 | 5 Sekunden hinter Mark Allen (1,9 Meilen Schwimmen, 21,3 Meilen Radfahren, 7,4 Meilen Laufen) |
| 1984          | 1     | Bud Light U.S. Triathlon Series                      | Dana Point       |          |                                                                                               |
| 1984          | 1     | Chicago Triathlon                                    | Chicago          |          |                                                                                               |
| 29. Juli 1984 | 1     | Bud Light U.S. Triathlon Series                      | Denver           | 01:51:05 |                                                                                               |
| 15. Juli 1984 | 1     | Portland Triathlon                                   | Forest Grove     | 01:59:49 | Bud Light U.S. Triathlon Series                                                               |
| 1984          | 1     | USA Triathlon Elite National Championships           | Bass Lake        | 01:59:04 |                                                                                               |
| 1984          | 1     | Wildflower Triathlon                                 | Lake San Antonio |          |                                                                                               |
| 1983          | 1     | USA Triathlon Elite National Championships           | Bass Lake        | 02:29:58 | Sieg vor Scott Tinley                                                                         |
| 1983          | 1     | Bud Light U.S. Triathlon Series                      | Dana Point       |          |                                                                                               |
| 1982          | 1     | Bud Light U.S. Triathlon Series                      | Dana Point       |          |                                                                                               |

| Datum/Jahr    | Platz | Wettbewerb                                                  | Austragungsort | Zeit     | Bemerkung |
| ------------- | ----- | ----------------------------------------------------------- | -------------- | -------- | --- |
| 9. Okt. 2010  | 210   | Ironman Hawaii                                              | Hawaii         | 10:24:38 | 15. Rang in der Altersgruppe 50–54                                                                                      |
| 11. Okt. 2008 | 110   | Ironman Hawaii                                              | Hawaii         | 11:28:46 | |
| 9. Apr. 2005  | 14    | Ironman Arizona                                             | Tempe          | 09:23:38 | Molina erreichte den ersten Platz in der Altersgruppe 45–49.                                                            |
| 5. März 2005  | 27    | Ironman New Zealand                                         | Taupō          | 09:29:25 | |
| 6. März 2004  | 16    | Ironman New Zealand                                         | Taupō          | 09:29:29 | |
| 6. März 2003  | 65    | Ironman New Zealand                                         | Taupō          | 09:56:56 | 4. Rang in der Altersgruppe 40–44                                                                                       |
| 27. Mai 2001  | 34    | Ironman Brasil                                              | Florianópolis  | 09:15:12 | |
| 1991          | 1     | Embrunman                                                   | Embrun         | 10:20:37 | |
| März 1991     | 3     | Ironman New Zealand                                         | Auckland       | 08:40:54 | |
| 22. Okt. 1988 | 1     | Ironman Hawaii                                              | Hawaii         | 08:31:00 | Scott Molina gewann die Ironman World Championship und stellte dabei einen neuen Streckenrekord auf der Radstrecke auf. |
| 24. Sep. 1988 | DSQ   | Triathlon Longue Distance de Nice                           | Nizza          | –        | positiver Test auf anabole Steroide                                                                                     |
| 5. Okt. 1986  | 2     | Triathlon Longue Distance de Nice                           | Nizza          | 05:55:10 | Scott Molina landete hinter seinem Landsmann Mark Allen auf dem zweiten Rang.                                           |
| 7. Sep. 1985  | 1     | World’s Toughest Triathlon                                  | Lake Tahoe     | 10:28:38 | 3,8 km Schwimmen, 180 km Radfahren, 42,7 km Laufen                                                                      |
| 24. März 1985 | 1     | Ironman New Zealand                                         | Auckland       | 07:40:49 | 2 Meilen (3,2 km) Schwimmen, 100 Meilen (161 km) Radfahren und 20 Meilen (32,2 km) Laufen                               |
| 8. Sep. 1984  | 1     | World’s Toughest Triathlon                                  | Lake Tahoe     | 10:29:21 | 3,8 km Schwimmen, 180 km Radfahren, 42,7 km Laufen                                                                      |
| 22. Okt. 1983 | DNF   | Ironman Hawaii                                              | Hawaii         | –        | |
| 1983          | 3     | Triathlon Longue Distance de Nice                           | Nizza          | 06:11:27 | 3 km Schwimmen, 120 km Radfahren und 32 km Laufen                                                                       |
| 2. Mai 1983   | 1     | Ricoh Ironman U.S. Triathlon Championships                  | Santa Monica   |          | 2 Meilen Schwimmen, 100 Meilen Radfahren und 20 Meilen Laufen                                                           |
| 20. Nov. 1982 | 2     | Triathlon de Nice                                           | Nizza          | 06:41:50 | 1,5 km Schwimmen, 100 km Radfahren und 42,2 km Laufen, Wassertemperatur 14 °C                                           |
| 9. Okt. 1982  | 4     | Ironman Hawaii                                              | Hawaii         | 09:50:23 | |
| 11. Sep. 1982 | 1     | Sierra Nevada Triathlon California Long Course Championship | Folsom         | 04:53:12 | |
| 14. Okt. 1981 | DNF   | Ironman Hawaii                                              | Hawaii         | –        | Scott Molina nahm erstmals am Ironman Hawaii teil, gab aber erschöpft auf.                                              |

| Datum/Jahr | Platz | Wettbewerb                                              | Austragungsort | Zeit | Bemerkung                                                                       |
| ---------- | ----- | ------------------------------------------------------- | -------------- | ---- | ------------------------------------------------------------------------------- |
| 1991       | 1     | ITU Powerman Long Distance Duathlon World Championships | Zofingen       |      | Der „Powerman“ in Zofingen zählt im Duathlon als Langdistanz-Weltmeisterschaft. |

(DNF – Did Not Finish)